# 球対称函数
数学における球対称函数（きゅうたいしょうかんすう、英: spherically symmetric function）または動径函数（英: radial function; 放射函数）は、各点における値がその点の偏角成分に依らず動径成分（原点からその点までの距離）のみに依存して決まる函数を言う。
例えばユークリッド平面 R2 上で定義された函数 Φ が二次元の球対称函数であるとは、適当な一変数非負値函数 φ を用いて
{\displaystyle \Phi (x,y)=\varphi (r),\quad (r={\sqrt {x^{2}+y^{2}}})}
の形に表される。球対称函数は球面函数と対照を成すものであり、ユークリッド空間上で定義された任意の下降函数 （例えば連続かつ急減少な函数）は球対称成分（動径成分）と球面的成分（偏角成分）からなる級数に分解される（体球面調和展開）。
函数が球対称（回転対称、動径的）であるための必要十分条件はそれが原点を固定する任意の回転変換のもとで不変となることである。言葉を変えれば、n-次元ユークリッド空間 Rn 上の函数 f が球対称となる必要十分条件は、n-次元特殊直交群 SO(n) の任意の元 ρ に対して f ∘ ρ = f を満たすことである。球対称函数のこのような特徴付けはシュヴァルツ超函数の球対称性を定義するのにも利用できる。Rn 上のシュヴァルツ超函数 S は任意の試験函数 φ と回転変換 ρ に対し
{\displaystyle S[\varphi ]=S[\varphi \circ \rho ]}
を満たすとき、球対称であるという。
任意の函数 f が与えられたとき、その球対称成分（動径成分） φf は原点を中心とする球面上で平均をとることによって与えられる。特に f が局所可積分ならばこれは
{\displaystyle \varphi _{f}(x)={\frac {1}{\omega _{n-1}}}\int _{S^{n-1}}f(rx')\,dx'}
と書くことができる。ただし、ωn−1 は (n − 1)-次元球面 Sn−1 の表面積であり、r = |x| および x' = x/r とした。このことから、フビニの定理により、局所可積分函数はほとんど全ての r において球対称成分は矛盾なく定義されることが従う。
球対称函数のフーリエ変換はふたたび球対称である。それゆえ球対称函数はフーリエ解析において決定的な役割を果たす。さらに言えば、球対称函数のフーリエ変換は典型的には無限遠において非球対称函数よりも強く減衰する振舞いを示す。原点の近傍において有界な球対称函数に対して、そのフーリエ変換は動径 R の函数 R−(n−1)/2 よりも速く減少する。ベッセル函数は特別なクラスの球体種函数で、フーリエ解析においてラプラス作用素の球対称固有函数として自然に現れる。これらは自然にフーリエ変換の球対称部分と看做せる。